# Sambro (Umbria)
Il Sambro è un torrente della provincia di Perugia.

## Percorso
Nasce al confine tra i comuni di Bevagna con Cannara, scorrendo in direzione nord-est entrando infine del comune di Bettona dove cede le sue acque al fiume Topino, poco prima della più importante confluenza di quest'ultimo nel Chiascio.
Percorre poi parte del gruppo collinare di Bettona (i cinque cerri) per poi concludere il suo corso a circa 200 metri sul livello del mare presso Passaggio di Bettona.